# 1963年ベトナム共和国の軍事クーデター
1963年ベトナム共和国の軍事クーデター（1963ねんベトナムきょうわこくのぐんじクーデター、ベトナム語：Đảo chính Việt Nam Cộng hòa 1963 / 倒政越南共和1963）とは、1963年11月にベトナム共和国のゴ・ディン・ジエム大統領が、仏教徒危機に反対したベトナム共和国陸軍の将校によって排除されたクーデターである。
ケネディアメリカ大統領はクーデターの計画に気付いていたが、計画を黙認した。クーデター計画を止めない旨を記した電報243号が国務省から南ベトナム駐在のヘンリー・カボット・ロッジ・ジュニア米大使に送られていた。アメリカ大使館とクーデター首謀者とのリエゾン役を務めたCIAのルシアン・コネインは、首謀者達にアメリカ合衆国はクーデターに介入しないと伝えた。コネインは彼らに資金も提供していた。
クーデターはズオン・バン・ミンによって指導され、11月1日に開始された。多くの体制支持派は次々と捕らえられ、クーデターは順調に進んだ。ジエムは捕らえられ、彼の弟で顧問でもあったゴ・ディン・ヌーと共に翌日殺害された。

## 背景
ジエムは1954年7月にバオ・ダイ元皇帝によってベトナム国の首相に任命された。バオ・ダイはジエムを嫌っていたが、アメリカ合衆国からの支援を期待してジエムを首相に指名した。しかしジエムが1955年10月に国民投票を行おうとした時、2人は対立した。この国民投票ではジエムの弟ゴ・ディン・ヌーによって不正が行われ、ジエムは新しく作られたベトナム共和国の大統領に就任し、バオ・ダイは失脚した。

ジエムは国内を専制的かつ身内贔屓なやり方で統治し始めた。憲法はジエムに非常時の権力を与えるという内容に改正された。共産主義者と民族主義者ら数千人が投獄処刑され、選挙では不正が蔓延した。野党の候補はベトナム人民軍と共謀の嫌疑を掛けられる恐れがあり、その場合は死刑に処せられた。多くの地域でベトナム共和国陸軍の部隊が不正投票の為に派遣された。ジエムは国家の運営を一族の手中に収めさせ、ベトナム共和国陸軍では、昇進は実績より忠誠心に基づいて行われた。ジエムを追放する為のクーデターが2度計画されたが、いずれも失敗した。
1960年の落下傘兵の反乱は、体制支持派の時間稼ぎによって交渉が行き詰まり、鎮圧された。1962年には独立宮殿が2人のベトナム共和国空軍パイロットによって爆撃されたが、ジエムの殺害には失敗した。
南ベトナムの仏教徒の多数派は長きに渡ってジエムのカトリック教会贔屓に不満を募らせていた。公務員と多くの将校は宗教によって昇進に差別が行われ、政府との契約、アメリカ合衆国からの援助、ビジネスの恩恵、税金の控除がカトリック教徒に優先的に与えられた。カトリック教会は同国で最大の地主であり、その所有地は農地改革(即ち専有)の対象から除外された。農村地帯では、カトリック教徒は賦役労働からの「事実上の」免除対象とされ、カトリックの司祭達は仏教徒の村に私的な武装集団を送り込んでいた。1957年には、ジエムはベトナム共和国を聖母マリアに捧げると発言した。
1963年5月、釈迦の誕生日であるウェーサーカ祭でジエムの手中にあった軍と警察によって9人の仏教徒が殺害されると、ジエムとヌーに対する不満が大規模な抗議運動に発展した。同月、宗教旗の掲揚に関する法律が適用された。バチカンの国旗がジエムの兄ゴ・ディン・テュック大司教の叙階を祝って掲げられたのに対し、仏旗はウェーサーカ祭で掲げる事が禁止された。多くの仏教徒は禁止令を無視したが、この抗議は政府軍の銃撃で鎮圧された。ジエムはエスカレートする仏教徒の宗教的平等の要求に耳を貸さず、反対派は力によってジエムを排除する事を模索し始めた。
8月、ヌーの率いる特殊部隊が国内の仏教寺院を急襲し、数千人の出家僧が逮捕され数百人の犠牲者を出した。8月21日の深夜12時、アメリカのジョン・F・ケネディ政権がサイゴンのアメリカ大使館に電報243号を通じて指導者交代の可能性を探る許可を与えた。多くのクーデター計画が軍によって模索された。彼らはジエムの方針が政治的に容認出来ないと感じていた。

## 陰謀
1963年になると、ジエムに対する多くの陰謀が図られた。歴史家エレン・ハマーによると、「6つかそれ以上の」異なる計画が練られており、これらは政治家、組合指導者、そして大学生を含む社会全体で計画されていたという。

### 中堅将校による計画
1963年中頃に、一つのクーデター計画が陸軍大佐、少佐、海軍大佐といった中堅将校によって組織された。この計画は南ベトナムの諜報長官を務めていたチャン・キム・テュイェンによって企図されていた。テュイェンは独立宮殿に勤務していたがジエム政権に不満を持ち、1962年の初頭から計画を練り始めた。彼は多くのコネクションを持った人物であった。この集団には、ド・マウや、戦略村の推進者だが秘密共産主義者のファム・ゴック・タオ大佐もいた。
テュイェンの集団はベトナム国民党や大ベトナム民族党に所属していた多くの将校を抱えていた。彼らはジエム体制の非公開政党カンラオ党所属の将校と比べて昇進面で冷遇されていた。ここには空挺師団、海軍の司令官、第5師団の戦車部隊も含まれていて、その殆どは大隊の位だった。
テュイェンの陰謀が暴露されると、彼はヌーによって追放された。マウとタオは計画を引き継いだが、7月15日に予定されていた彼らの最初のクーデター計画は、アメリカのCIAのエージェントルシアン・コネインがタオの上司で陸軍の最高司令官チャン・ティエン・キエム将軍に対しクーデター計画が未熟であったという理由で中止させるように指導した時に握り潰された。タオとマウの集団は計画を再開し、10月24日に全体で3千人を集めた。彼らは反乱軍を合図兵団、輸送兵団や何人かの空軍パイロットといった補助部隊からどのように将校を配分するのかを議論した。マウはティエンの亡命を受けてキエムを助太刀した。マウはベトナム革命軍民戦線(MCFRV)として知られた軍部と民間の反体制派の仕分けの協力を得た。ベトナム革命軍民戦線は8月に別のクーデター計画を立てていて、彼らの指導者はマウのいとこだった。
タオによる10月24日のクーデター計画は、彼らの若い同僚がジエム支持派で第3軍団を統率していたトン・ダット・ディン将軍の助け無しに成功出来ないと上級将校達が判断した後に中止された。将軍達は彼らの重要な連隊の一つに共産主義者と戦う為に農村地帯へと向かわせる命令を出す事で、より若い将校達を妨害した。より若い将校達の計画はキエムとマウが両方の集団に関与していたので、将軍達のより大きな計画に統合された。
クーデターが完了した後、メディアは陰謀がテュイェンによって組み立てられて、将軍達の計画に若い将校達の計画が統合される前からタオはもっと前に進んでいたと知った。チャン・ヴァン・ドン将軍はより若い将校達を逮捕させると脅迫したが、マウは彼らを保護して逮捕させなかった。

### 将軍達による計画
サーロイ寺襲撃事件を受けて、上級将校達は真面目に彼ら独自の計画を始めたが、単に曖昧な計画しかもっていなかった。名目上は高い地位に居たが宮殿によって指揮権の無い役職に追い遣られていたチャン・ヴァン・ドン将軍は、共闘する事を望んでいたマウによって探し出された。マウは後にクーデター計画の中で上位の将軍に同行し、ズオン・バン・ミンは新兵募集活動に従事した。高い地位にあったにも拘わらず、ミンはジエム大統領に気に入られず大統領軍事顧問として仕え、無意味なデスクワークを遣らされて戦場に部下もおらず兵士への接触も許されていなかった。マウはミンがグエン・カーン将軍の協力を得るのを助け、彼は中部高原を見ていた第2軍団に命令し、グエン・ヴァン・テュー大佐は首都サイゴン外側の直ぐ近くのビエンホアに駐留していた第5師団に命令を出した。チューによると、マウとミンはより強く反共主義政府を確立しジエムを御飾り大統領として存続させる事を約束していたという。

#### ディンの招集
将軍達はディンの第3軍団の軍が首都周辺を見張っていた事と同様に、トン・ダット・ディン将軍の協力無しにクーデターを実行する事は困難だと知っていた。彼の仲間からは野心的で自惚れが強く衝動的であると見られていたので、ディンはゴ一家から気に入られていて、ジエムが権力を掌握し続ける上で責任を負っていた極秘のカトリック組織カンラオ党の武装部門の最高責任者に抜擢された。ジエムが同じ宗教の人物を信頼し、能力より忠誠心に基付いて昇進させていたので、ディンはカトリックに改宗した。ディンはサイゴンのナイトクラブで酔っ払った人物として知られ、CIAは彼を「基本的な日和見主義者」だと見なした。
トン・ダット・ディンは非公式の場でジャーナリストに対しサーロイ寺襲撃事件の責任を主張し、「私はヘンリー・カボット・ロッジ・ジュニア大使を打ち負かした。彼はクーデターを企画する為にここに来たが、私トン・タット・ディンは彼を屈服させ祖国を守った」と発言した。この頃に、ディンは自らを「偉大な国家の英雄」だと主張した。彼の自我はゴ兄弟によって付け込まれ、襲撃事件の後に多額のボーナスが支払われたと何度も述べた。攻撃後の陶然とした時間に、ディンはアメリカ人の顧問に「私は疑問の余地無くベトナム共和国陸軍で最も偉大な将軍だ。サイゴンの救世主だ。間も無くこの国の軍隊の頂点に立つだろう」と述べた。
直ぐに開かれた記者会見で、ディンは名指しせずにアメリカ合衆国に対し「外国の冒険家」から南ベトナムを守ったと主張した。鋭い質問を受けて、ディンは激怒した。UPI通信社(UPI)のレイ・ハーンドンがディンにどの国について言っているのかを指定するように要求したが、ディンは質問を躱した。ハーンドンは国家の英雄は国家の敵を特定出来なければならないと述べて彼を皮肉り、ディンに反米的な発言で知られたマダム・ヌーをベトナムのファーストレディと呼ぶ事を要求し南ベトナムの敵を特定する為に水を向けた。数人のリポーターがディンの発言に失笑した後、ディンは激怒して会見場から出て行った。
トン・ダット・ディンは統合参謀本部の将校達による激論を交わしている部屋に戻り、彼の同僚はディンの自我を利用して彼らの計画に参加する事を納得させようと試みた。数回に渡る会談で、他の将校達はディンは政治権力を持つに相応しい国家の英雄だとディンに断言し、ヌーはディンがベトナムの将来において如何に重要かを分かっていないと主張した。ディンの同僚は彼が昇進して政治権力を得ると予言させる為に彼の予言師に賄賂を送る事さえした。その他の将軍達は人々がジエム大統領の組閣に不満を持っており、ベトナムは政治の場に若い活力のある将校を必要としており、彼らの存在感がベトナム共和国陸軍での落ちてゆく士気を回復させると伝えた 。彼らはディンに彼を内務大臣に、ズオン・バン・ミンを防衛大臣に、チャン・ヴァン・ミンを文部大臣にジエム大統領に推薦するように助言した。
ディンと彼の部下の将軍達は宮殿でジエム大統領と面会し、そこでディンは大統領に内務大臣の職を求めた。ジエムはディンの同僚の目前で彼をあからさまに非難し、休暇の為と称してサイゴンの外側の中部高原のリゾート地ダラットに追放するよう命じた。ディンは彼の同僚から成功すると聞かされていたので、屈辱を受けて狼狽えた。ゴ兄弟はディンの要求に驚いて、彼を監視下に置いた。ディンは宮殿との関係が更に緊張している事に気が付いた。彼が野心的な性質を持っているとしても、他の将校達はディンがクーデター計画に加わる事に懐疑的で彼がジエム側に寝返った場合には暗殺する事を計画していたが、ディンはクーデターに加わる事を了承した。ディンの軍無しには、クーデターを実行する事は不可能だった。

### ヌーの対抗クーデター
十月中旬までには、ジエム大統領とヌーはベトナム共和国陸軍の将軍や大佐達がクーデターの計画を練っていた事に気が付いていたが、たとえディンが閣僚ポストを要求した後にゴ兄弟が彼に用心深くなっていたとしても、ディンが彼らと堅く結び付いていたとは知らなかった。
ヌーはそれから将軍達の裏をかく対抗クーデターの計画を立てた。将軍達はこれを聞いてヌーに対抗しなければならないと決定した。他の将軍達はそれでもディンを疑っていて、彼が裏切って宮殿に寝返るのではないかと思っていた。トン・ダット・ディンがヌーの計画に呼び出されたと判明し、彼が実際にどちら側に属しているのか不明確だったので、彼らはもしディンがゴ一族を引き摺り下ろすのを助ければ彼を内務大臣にすると約束した。ディンから保証を得たので、将軍達はより若い将校達を宥め、彼らのクーデター計画は将軍達の計画に統合された。
将軍達の計画の一部として、ディンは第7師団の司令官(後に少将となった)ブイ・ディン・ダムや二人の連隊司令官、装甲部隊の司令官、 第7師団とミトの地域長の双方と話をさせる為に、軍団の副司令官だったグエン・フー・コ大佐をミトに送り込んだ。ジエム政権が軍を掌握し前に進める事が不可能になった事を理由に彼らにクーデター計画に加わる事を勧めて、ディンがそうしようとしている間に彼はクーデター計画に参加していたツァオ以外の全ての将軍に述べた。一つの文書によると、ディンはジエム支持派の為にジエムとヌーにコの行動を報告する積もりで、宮殿に取り入る為に胡麻を擦る演技をする機会を狙っていたという。
ヌーのエージェントが会話を耳にして宮殿に報告した。ゴ兄弟がディンに直接会ってミトで何が起きているのかを報告させると、トン・ダット・ディンは彼の代理人の行動に驚きを装った。彼は泣き出して、「あなた方が私を疑っているからこれは私の過ちです。私は悲しかったからこの15日間仕事をせず自宅に待機していました。しかし私はあなた方に対抗する積もりはありません。私はあなた方に信用されていないと知って悲しいです。グエン・フー・コは揉め事を起こす為に私が居なかった事を利用したのです」と言った。
ディンは大声を上げて彼の副官を殺害すると誓って、コの行動について何も知らなかったと主張した。ヌーはこれに反対しコが計画立案者を捕らえる為に生きていて欲しいと述べ、これを達成する為にディンを利用しようとした。ゴ兄弟がディンに不信感を持っているにも拘わらず、ゴ兄弟はこれを問題化せず、ディンを昇格させると話した。ヌーはディンとトゥンに命令し、この二人はベトナム共和国陸軍からではなく宮殿から直接命令を受けていたが、ゴ一族に対する偽装クーデターを立案するように命じた。
ヌーの目的の一つは反ジエム派を騙して偽装クーデターに参加させ、誰が参加しているのかを特定し排除する事だった。宣伝のもう一つの目的は、世間の人々にジエム体制が強固であるという間違った印象を与える事だった。
「オペレーション・ブラボー」というコードネームが付けられ、計画の第一段階は何人かのジエム支持派の兵士を外見上は裏切り者の下級将校によって導かれた反乱分子として偽装クーデターをでっち上げ、首都を荒らす事に関与させる事だった。最初のクーデターの作り上げられた混沌の間に、偽装されたジエム支持派は暴動を起こし、その後の破壊活動でズオン・バン・ミン、チャン・ヴァン・ドン、レ・ヴァン・キムといった将軍や彼らを助けようとしていた下級将校を殺害する計画が立てられた。ジエム支持派やヌーの地下人脈も同様に、名ばかりで相対的に無力な副大統領グエン・ゴック・トやベトナムで軍事顧問として任務に就いていたCIAのエージェントルシアン･コネイン、そしてロッジといったクーデター計画に加わっていた何人かの人々を殺害する計画だった。仏教徒や学生の反対運動の指導者達も同様にターゲットとされた。彼らは「中立派で親共産主義的分子」とされて非難された。ジエムとヌーがブンタウへと逃亡している間に、トゥンはそれから指名される事に同意していなかった反ジエム派の活動家で構成される「革命政府」の樹立を告知した。偽の「対抗クーデター」がその後に続いて、それによってディンの軍隊と同様に共産主義者と戦うという名目でサイゴンを出発し、トゥンの部下達はジエム体制を確認する為に誇らしげにサイゴンに再突入した。ヌーはそれから反体制派を一斉検挙した。
二重エージェントになっていたディンは偽装クーデターの任務に配置されて、首都の南に駐留していた第7師団を統率する事が追加的に許された。この師団は以前はメコンデルタの第4軍団の任務に就いていたジエム支持派の将軍ヒュン・ヴァン・ツァオに割り当てられていた。第7師団の再割り当ては第3軍団にサイゴンの完全な包囲を与えた。彼が1960年のクーデター未遂の頃に行った様に、包囲はツァオがジエムを救う為に首都に突入するのを防ぐ。この準備は体制に仕えるというディンの仕事をより簡単にすると思われたが、それはゴ一族を引き摺り下ろす為に利用された。
ヌーとトゥンはディンの反乱軍への忠誠心に気が付かないまま騙された。ディンはトゥンに偽装クーデターが大量の人員を雇用する必要があると言った。彼は「鎧が危険なので」戦車が必要だと言った。ディンは首都で新規の軍が必要になったと言って、「もし我々が首都に蓄えを持ち込めば、アメリカ人が怒りますよ。彼らは戦争をしている訳ではないと文句を言うでしょう。だから我々は特殊部隊を国外に出す事で我々の計画を偽装しなければなりません。これで彼らは騙されるでしょう」と続けた。ディンの本当の意図が反乱軍でサイゴンを襲撃し、トゥンの体制支持派をゴ一族を守る事が出来ない農村地帯に閉じ込める事だったという考えは、ヌーには無かった。
カトリック教徒が死者の日を準備している時に、その翌日の諸聖人の日11月1日にヌーの偽装クーデターが始まった。これによって交通量が少なくなり、軍は自由に道路を動けるようになった。将軍達はディンとヌーとの関係を利用する為に本当のクーデターを同日に開始する事を決定した。
軍事安全長官でクーデター計画首謀者の一人だったド・マウ大佐は、間違ったデータを用いて軍事情報部の報告をでっち上げ、共産主義のベトコンが攻撃の為にサイゴンの外に集結していると主張した。彼はジエム大統領とヌーを共産主義者と戦う為に首都の外に特殊部隊を送る事に同意させた。トゥンとヌーは4つ全てのサイゴンを拠点とする特殊部隊を10月29日にサイゴンの外に送る事で合意した。
ジエムのもう一人の弟ゴ・ディン・カンはマウを疑い始め、宮殿に伝えた。陸軍参謀総長のチャン・ティエン・キエム将軍にマウを逮捕させようとしたが、自らもクーデター計画に関わっていたキエムは意図的に先延ばししたのでマウは自由なままだった。そうしている間に、ゴ兄弟にしてみればジエム支持派を首都へと呼び戻すには遅過ぎた。
コを信用していなかったので、ジエムは10月31日にラム・ヴァン・ファット大佐を第7師団を統率させた。伝統に従えば、ファットは師団の統率を始める前に部隊指揮官に表敬訪問をしなければならなかった。ディンはファットに合う事を拒否し、クーデターが進行中の彼に金曜日の午後2時に再び来るようにと言った。そうしている内に、ディンはドンに第7師団の統率権をコに移すという取り消し命令書に署名させた。